# Interamna Frentanorum
Interamna Frentanorum (o Interamnia Frentanorum) era un'antica città del popolo italico dei Frentani, corrispondente all'odierna Termoli.
L'etimo, secondo il parere di taluni, è da ricercarsi nella sua posizione, tra due fiumi: il Sinarca e il Biferno. Il Romanelli parlando della scoperta di un'iscrizione commemorativa dedicata  dagli Istoniensi, Bucani e Interamnati a Marco Blavio curatore delle vie valeria claudia, e trajana frentana, commenta l'evidenza della sua ubicazione e cioè, nelle immediate vicinanze di Termoli. 